# Hieronim Bednarski

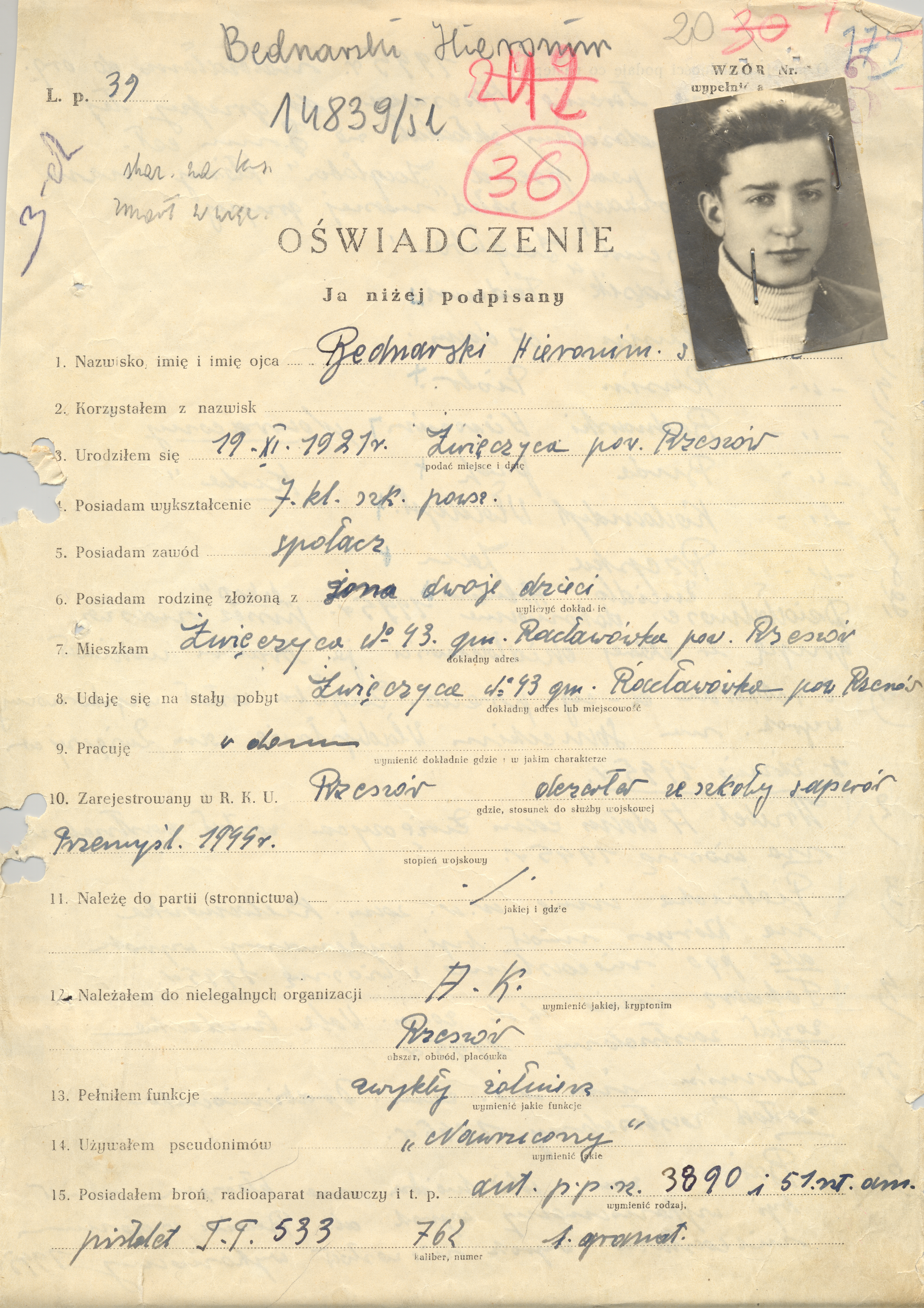
Fragment oświadczenia złożonego przez Hironima Bednarskiego w okresie amnestii w 1947

Hieronim Emil Bednarski ps. „Nawrócony” (ur. 19 listopada 1921 w Zwięczycy, zm. 29 marca 1953 w Opolu) – starszy strzelec, żołnierz Batalionów Chłopskich i Gwardii Ludowej w rejonie Rzeszowa, pionu dywersji podokręgu Rzeszów AK i dowódcą „Straży” Obwodu/Rejonu Rzeszów DSZ-WiN, członek Krajowej Armii Podziemnej w Szybowicach.

## Życiorys

### Wczesne życie
Urodził się 19 listopada 1921 w Zwięczycy jako syn Piotra i Marii z domu Kruczek. Jako nastolatek uczestniczył w spotkania Organizacji Młodzieży Towarzystwa Uniwersytetu Robotniczego oraz Akcji Katolickiej. Z zawodu był spawaczem. Do wybuchu II wojny światowej pracował w Wytwórni Sprzętu Komunikacyjnego „PZL-Rzeszów”.

### II wojna światowa i amnestia
W latach 1939–1941 pomagał rodzicom w pracy w gospodarstwie. Na początku 1943 złożył przysięgę przed miejscowym dowódcą oddziału Gwardii Ludowej oraz jej szefem okręgowych struktur wywiadu Józefem Augustynem, który nadał mu pseudonim „Nawrócony”. Po rozbiciu oddziału Augustyna przeszedł do oddziału Armii Krajowej pod dowództwem „Burzy”. W marcu 1944 przeszedł do oddziału pod dowództwem Piotra Zielińskiego ps. „Zagłoba”. Następnie został wcielony do Wojska Polskiego i skierowany do szkoły oficerskiej w Przemyślu. Po 3 miesiącach zdezerterował i wrócił do oddziału „Zagłoby”. We wrześniu 1945 szukając pracy przybył do Jeleniej Góry, gdzie został zatrzymany przez Informację WP za dezercję. Po aresztowaniu zdołał uciec i powrócił w okolice Rzeszowa. 18 marca 1948, ujawnił się przed komisją amnestyjną Wojewódzkiego Urzędu Bezpieczeństwa Publicznego w Rzeszowie, otrzymując zaświadczenie o ujawnieniu. Ujawniając się, zdał posiadaną broń: pistolet maszynowy PPSz, pistolet TT i granat.

### Krajowa Armia Podziemna
Zamieszkał w Szybowicach koło Prudnika. 27 stycznia 1950 roku funkcjonariusz PUBP w Prudniku Józef Pleban sporządził notatkę służbową, w której stwierdził, że Hieronim Bednarski poinformował sekretarza komitetu gminnego PZPR w Moszczance o istnieniu Krajowej Armii Podziemnej. Bednarski został później aktywnym członkiem KAP.
W 1951 z jego inicjatywy dokonano napadu na posterunek Milicji Obywatelskiej w innym województwie w celu zdobycia broni i oryginalnych legitymacji milicyjnych. 4 maja 1951 przeprowadzono zbrojny napad na Spółdzielnię „Samopomoc Chłopska” w Lipowej. 21 maja 1951 dokonano napadu na członka PZPR Józefa Chudego. Chudy został pobity we własnym domu, przy okazji zrabowano pewną kwotę pieniędzy, zegarki, biżuterię i inne przedmioty. 25 lipca 1951 dokonano napadu na Spółdzielnię Spożywców w Charbielinie. Wartość łupu wynosiła około 30000 zł.

### Aresztowanie i śmierć
5 stycznia 1952 r. został aresztowany przez PUBP w Morągu. 31 października 1952 został skazany na dwukrotną karę śmierci. Wyrok wykonano 29 marca o godzinie 3:00 w więzieniu karno-śledczym w Opolu. Został pochowany bez trumny na cmentarzu ewangelicko-augsburskim przy ul. Wrocławskiej, po ekshumacji w 2010 jego szczątki przeniesiono na cmentarz w Rzeszowie–Zwięczycy.

## Upamiętnienie
- Hieronim Bednarski – wyklęty z czerwonej wsi, film dokumentalny, prod. Stowarzyszenie Rodzin Żołnierzy Niezłomnych Podkarpacia, 2016, reżyseria: Henryk Jurecki[9][10]